# Marcelo Torrico
Marcelo Ernesto Torrico Terán (né le 11 janvier 1972 à Cochabamba en Bolivie) est un joueur de football international bolivien, qui évolue au poste de gardien de but.

## Biographie

### Carrière en sélection
Avec l'équipe de Bolivie, il dispute deux matchs entre 1993 et 1995. Il figure notamment dans le groupe des sélectionnés lors des Copa América de 1993 et de 1995.
Il joue également la Coupe du monde de 1994.